# كول هاريس
كول هاريس هو جغرافي كندي، ولد في 4 يوليو 1936 في فانكوفر في كندا.